# Musculus rhomboideus minor
Der Musculus rhomboideus minor (lat., wörtlich „kleinerer rautenförmiger Muskel“) ist ein Skelettmuskel und gehört zur Rückenmuskulatur. Die Bezeichnung ergibt sich daraus, dass er als kleiner Rautenmuskel zusammen mit dem großen Rautenmuskel (Musculus rhomboideus major) eine Raute bildet.
Der Muskel entspringt an den Dornfortsätzen der letzten beiden Halswirbel und setzt am rückenseitigen Rand des Schulterblatts an. Der Musculus rhomboideus minor liegt oberhalb des Musculus rhomboideus major, beide werden vom Musculus trapezius überdeckt. Zusammen mit diesem Muskel befestigt er das Schulterblatt am Thorax und zieht es in Richtung Rücken.

## Haustiere
Eine direkte Entsprechung für den Musculus rhomboideus minor gibt es in der Veterinäranatomie nicht. Hier unterscheidet man zwei am Hals liegende Musculi rhomboidei:
Der Musculus rhomboideus cervicis („rautenförmiger Muskel des Halses“) entspringt bei Hunden, Katzen und Schweinen an der rückenseitigen Verbindungslinie der Halsmuskeln beider Seiten, bei Pferden und Wiederkäuern am Nackenband (Ligamentum nuchae). Es handelt sich um ein streifenförmiges Muskelband am Halsrücken.
Der Musculus rhomboideus capitis („rautenförmiger Muskel des Kopfes“) ist eine schmale Abspaltung des Musculus rhomboideus cervicis in Höhe des vierten Halswirbels bei Hunden, Katzen und Schweinen, die zum Nackenkamm (Crista nuchae) des Hinterhauptsbeins zieht.